# Сонин, Георгий Иванович
Георгий Иванович Сонин (21 ноября 1903 — 16 декабря 1987) — организатор колхозного производства, Герой Социалистического Труда (1966).

## Биография
Родился в д. Юрьево Сухиничского района Калужской области. Окончил церковно-приходскую школу. После Октябрьской революции служил в уездной милиции.
В последующие годы работал главным бухгалтером Сухиничского банка, управляющим Калужского банка, зав. отделом Калужского областного управления сельского хозяйства.
В начале 1954 года в числе 25-тысячников по решению обкома партии направлен на подъем сельхозпроизводства. Был избран председателем колхоза имени Кирова (д. Каменка (Козельский район)), который из отстающего вывел в передовые. За 3 года (1953—1956) валовой сбор зерна вырос вдвое, урожайность зерновых достигла 13 ц/га (в то время — отличный показатель для Нечерноземья). Общий доход артели увеличился в 5,5 раз.
В ноябре 1961 года написал в обком КПСС заявление с просьбой направить его в отстающее сельхозпредприятие, и по партийной рекомендации был избран председателем колхоза «Россия» (Подборки (Козельский район)).
В течение X пятилетки «Россия» трижды выходила победителем во Всесоюзном соцсоревновании и была награждена переходящим Красным знаменем Центрального Комитета КПСС и Совета Министров СССР. Урожаи зерновых достигали 35 центнеров с гектара.
В колхозе было построено 300 квартир, детский сад, Дом культуры, столовая, средняя школа, больница, спортивный зал, торговый центр, единственная в области сельская детская музыкальная школа.
Г. И. Сонин оставался на председательском посту до смерти в 84-летнем возрасте. Он погиб в автомобильной катастрофе.
Избирался депутатом Верховного Совета СССР шестого (1962) и седьмого (1966) созывов.

## Семья и дети
Жена — Галина Ивановна.

## Награды
- Золотая звезда «Серп и Молот»
- три ордена Ленина,
- орден Трудового Красного Знамени,
- орден Октябрьской Революции
- медали.

## Публикации
- Сонин Г. И. Работать без отстающих. — Тула: Приокское кн. изд-во, 1983. — 78 с.

## Память
- 6 мая 2005 г. губернатор Калужской области А.Артамонов подписал постановление № 182 «Об учреждении стипендий имени Г. И. Сонина» для стимулирования творческой активности студентов Калужского филиала Московской сельскохозяйственной академии им. К. А. Тимирязева.
- В с. Подборки есть улица Сонина.